# Podkolan biały
Podkolan biały (Platanthera bifolia) – gatunek byliny należący do rodziny storczykowatych (Orchidaceae). Występuje w Europie (z wyjątkiem rejonu Morza Śródziemnego i Kotliny Panońskiej) i Azji, północnej Afryce. W Polsce na całym obszarze, choć w ostatnich latach coraz rzadziej spotykany.

## Morfologia
ŁodygaPojedyncza, prosta, wzniesiona, kanciasta, nie rozgałęziająca się. Osiąga wysokość do 50 cm.
LiściePosiada dwa duże liście odziomkowe (stąd łacińska nazwa gatunkowa – bifolia), które oskrzydlonym ogonkiem obejmują dolną część łodygi. Wyrastają na łodydze naprzeciwlegle. Są odwrotnie jajowate, owalne i falowane. Oprócz nich występują bardzo małe, siedzące, lancetowate liście łodygowe, ustawione skrętolegle.
KwiatyPojedyncze, białe kwiaty tworzą na szczycie łodygi grono. Budowa kwiatu typowa dla storczyków. Mają wolne listki okwiatu – trzy z nich zwrócone do siebie tworzą hełm, dwa odstające tworzą skrzydełka, a jeden języczkowy zwisa. Niezgrubiała, cienka i nitkowata ostroga ma długość do 2,5 cm. Tylko jeden pręcik jest płodny. Posiada on pod znamieniem wyrostek zwany dzióbkiem. Pyłek zlepiony w tzw. pyłkowiny o maczugowatym kształcie, ustawione równolegle i blisko siebie (ok. 1 mm) i zakończone lepką uczepką.
OwocTorebka z dużą liczbą bardzo drobnych, bezbielmowych nasion.
KorzeńPosiada zawsze dwie bulwy; jedna jest tegoroczna, druga z poprzedniego roku. Z zeszłorocznej bulwy wyrasta pęd nadziemny, tegoroczna bulwa gromadzi substancje zapasowe dla przyszłorocznego pędu.

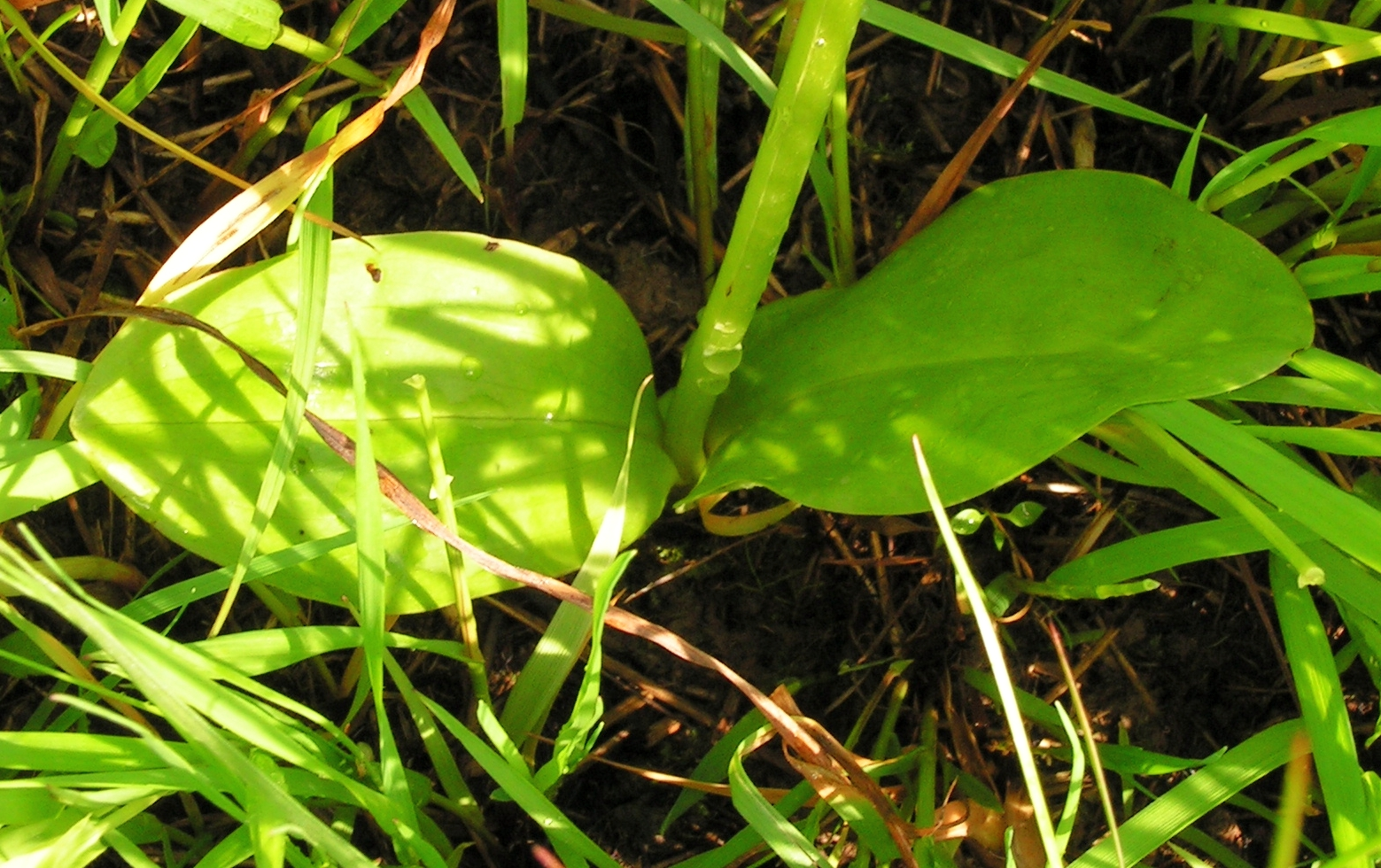
Liście
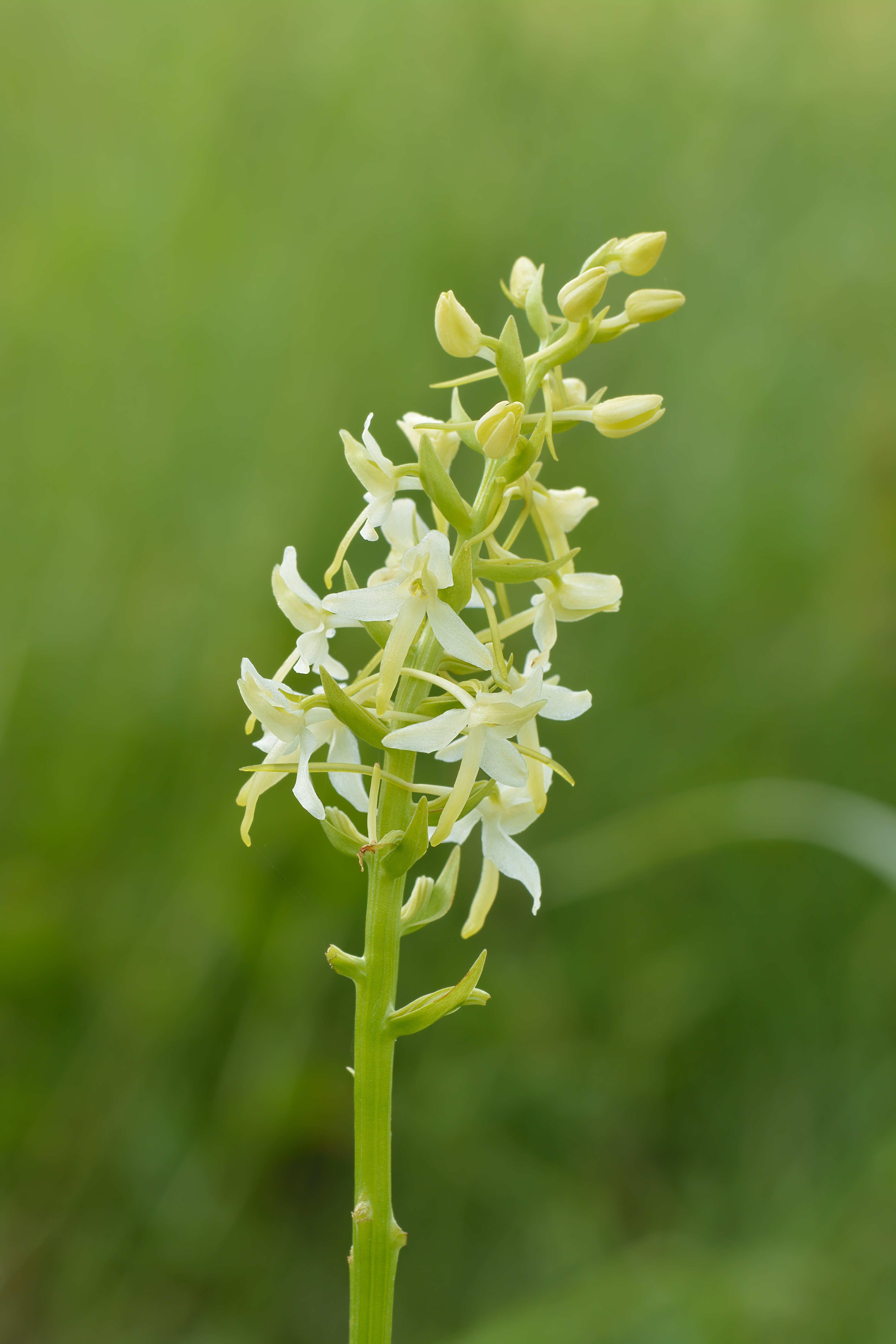
Kwiatostan
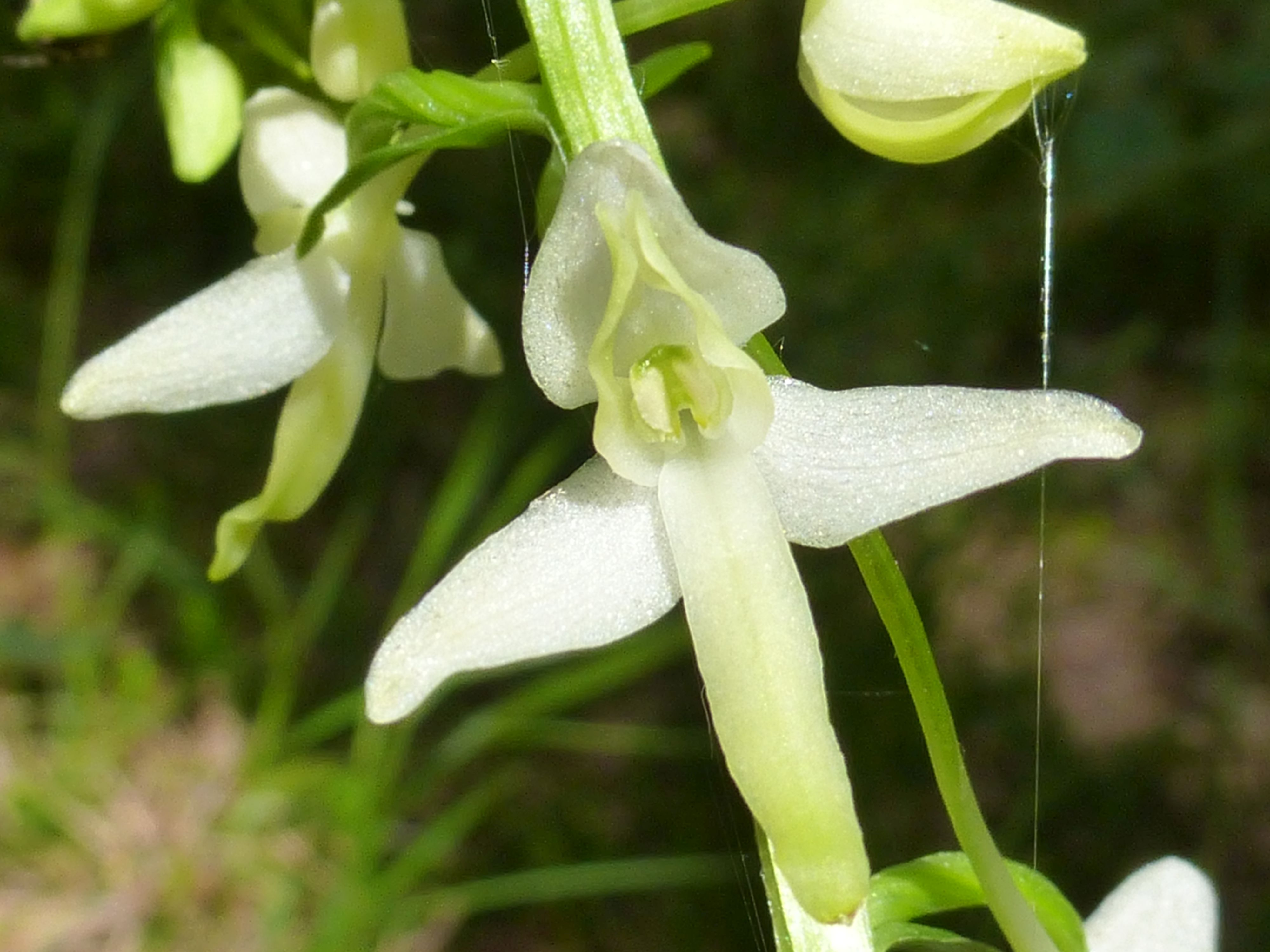
Kwiat

## Biologia i ekologia
Występuje w świetlistych lasach liściastych i zaroślach, na polanach i porębach, na świeżych, średnio próchnicznych glebach. Geofit ryzomowy.
Roślina kwitnie od maja do lipca. Kwiaty zapylane są przez motyle nocne – ćmy, które wabione są za pomocą intensywnego zapachu (przyjemnego także dla ludzi). Ćmy przylatujące po nektar dotykają dzióbka, a wówczas pyłkowiny za pomocą uczepek przyklejają się do ich ciała. Nasiona rozsiewane są przez wiatr.

## Zagrożenia i ochrona
W latach 1946–2014 gatunek był w Polsce pod ochroną ścisłą, od 2014 roku jest objęty ochroną częściową. Zagrożenie dla gatunku stanowi zalesianie polan, osuszanie wilgotnych łąk oraz gospodarcze użytkowanie lasów.

## Zmienność
Tworzy mieszańce z gółką długoostrogową i z podkolanem zielonawym.